# امانوئل لویناس
امانوئل لویناس (به فرانسوی: Emmanuel Levinas) (زاده ۱۲ ژانویه ۱۹۰۶ -مرگ ۲۵ دسامبر ۱۹۹۵) فیلسوف یهودیِ فرانسویِ زاده لیتوانی است. او اخلاق را به مثابه فلسفه اولی می‌دانست.

## آراء در ایران
یکی از کتاب های لویناس که به فارسی ترجمه شده، زمان و دیگری است که مریم حیاط‌شاهی آن را از آلمانی به فارسی برگردانده است. 
حیاط‌شاهی در مقدمه کتاب نوشته‌است: 
«من این کتاب را به عنوان اولین کار ترجمه شده از خود لویناس برای خواننده فارسی زبان برگزیدم تا در عین انس و نزدیک شدن با نوع و نحوه فلسفیدن‌اش او را با خصوصیات گفتار و دقت لویناس در شرح و تحلیل مسائل مهم فلسفه او نیز آشنا سازم.»
مسعود علیا از جمله متفکران ایرانی‌ست که به صورت تخصصی اندیشه لویناس را مورد توجه قرار داده و رساله دکترای خود را با عنوان «شرط امکان اخلاق در اندیشهٔ لویناس» به راهنمایی عبدالکریم رشیدیان و شهین اعوانی تدوین کرده‌است.
کتاب دیگری از لویناس نیز به نام از وجود به موجود توسط مسعود علیا به فارسی ترجمه شده است. این اثر در مجموعه آثار لویناس اهمیت و مرتبه خاصی دارد از آن رو که در سیر فکری این فیلسوف ، اولین کتابی است که گویای بسیاری از مضامین و دغدغه‌های پا بر جای اوست.

## آثار
- اخلاق و نامتناهی: گفتگوهای امانوئل لویناس با فیلیپ نمو، امانوئل لویناس، فیلیپ نمو، صالح نجفی (مترجم)، مراد فرهادپور (مترجم)، امید مهرگان (مترجم)، تهران: فرهنگ صبا، ۱۳۸۷
- مکالمات فرانسوی: گفتگوهایی با امانوئل لویناس، مونیک اشنایدر، میشل سر، لوس ایریگاره، میشل لودوف، ژاک دریدا، رانول مورتلی، شیوا مقانلو (مترجم)، تهران: نشر چشمه، ۱۳۸۴

- 1929. Sur les " Ideen " de M. E. Husserl
- 1930. La théorie de l'intuition dans la phénoménologie de Husserl
- 1931. Der Begriff des Irrationalen als philosophisches Problem (with E. H. Eisenruth)
- 1931. Fribourg, Husserl et la phénoménologie
- 1931. Les recherches sur la philosophie des mathématiques en Allemagne, aperçu général (with W. Dubislav)
- 1931. Méditations Cartésiennes. Introduction à la phénoménologie (with E. Husserl and G. Pfeiffer)
- 1932. Martin Heidegger et l'ontologie
- 1934. La présence totale (with Louis Lavelle)
- 1934. Phénoménologie
- 1934. Quelques réflexions sur la philosophie de l'hitlérisme
- 1935. De l'évasion
- 1935. La notion du temps (with N.Khersonsky)
- 1935. L'actualité de Maimonide
- 1935. L'inspiration religieuse de l'Alliance
- 1936. Allure du transcendental (with Georges Bénézé)
- 1936. Esquisses d'une énergétique mentale (with J.Duflo)
- 1936. Fraterniser sans se convertir
- 1936. Les aspects de l'image visuelle (with R.Duret)
- 1936. L'esthétique française contemporaine (with V.Feldman)
- 1936. L'individu dans le déséquilibre moderne (with R.Munsch)
- 1936. Valeur (with Georges Bénézé)
- 1947. De l'Existence à l'Existent. (Existence and Existents)
- 1948. Le Temps et l'Autre. (Time and the Other)
- 1949. En Découvrant l’Existence avec Husserl et Heidegger.
- 1961. Totalité et Infini: essai sur l'extériorité. (Totality and Infinity)
- 1962. De l'Évasion
- 1963 & 1976. Difficult Freedom: Essays on Judaism
- 1968. Quatre lectures talmudiques
- 1972. Humanisme de l'autre homme (Humanism of the Other)
- 1974. Autrement qu'être ou au-delà de l'essence (Otherwise than Being or Beyond Essence)
- “A Language Familiar to Us”. Telos 44 (Summer 1980). New York: Telos Press
- 1976. Sur Maurice Blanchot
- 1976. Noms propres
- 1977. Du Sacré au saint – cinq nouvelles lectures talmudiques
- 1980. Le Temps et l'Autre
- 1982. L'Au-delà du verset: lectures et discours talmudiques
- 1982. Of God Who Comes to Mind
- 1982. Ethique et infini (Ethics and Infinity: Dialogues of Emmanuel Levinas and Philippe Nemo)
- 1984. Transcendence et intelligibilité
- 1988. A l'Heure des nations
- 1991. Entre Nous
- 1995. Altérité et transcendence (Alterity and Transcendence)